# Sofia Corradi
Sofia Corradi (Roma; 5 de septiembre de 1934) es una pedagoga italiana. Es conocida como «mamma Erasmus» o «mamá Erasmus», ya que ella concibió y construyó el programa Erasmus de intercambio de estudiantes entre universidades europeas.

## Biografía
Nació en Roma en 1934, y estudió Derecho en la Universidad de Roma La Sapienza. En 1957 se fue a estudiar a los Estados Unidos gracias a una beca Fulbright, donde culminó un máster en derecho universitario comparado por la Universidad de Columbia. Le faltaban tres exámenes y la tesis para licenciarse en Derecho y pidió que le reconocieran los estudios cursados allí. Concibió la idea del programa Erasmus tras regresar a Roma, ya que la universidad se negó a reconocerle los estudios en el extranjero y le exigieron que completara el curso completo que le quedaba.
Tras graduarse en 1959, se convirtió en asesora científica de la Conferencia de Rectores de las Universidades Italianas y este cargo la permitió hacer conocer su idea en el ámbito académico. En 1969 redactó la siguiente nota, que contenía una primera idea del programa Erasmus: «El estudiante, aunque no pertenezca a una familia residente en el extranjero, puede solicitar realizar parte de su plan de estudios en universidades extranjeras, presentándolo para la aprobación provisional de la junta de la facultad. La junta de la facultad podrá declarar la equivalencia, que se hará efectiva después de que el estudiante aporte la documentación de los estudios realizados en el extranjero».
Esta nota fue difundida en ese mismo año por Alessandro Faedo, presidente de la Conferencia de Rectores de las Universidades Italianas, en un encuentro de los rectores europeos en Ginebra, al cual siguió, también en 1969, un encuentro italo-francés en Pisa, del cual Corradi preparó el comunicado de prensa «la conferencia de los rectores italo-franceses: acuerdos para el reconocimiento de los estudios cursados en el extranjero».
También en 1969, el ministro de educación italiano, Mario Ferrari Aggradi, adoptó su nota como base para el diseño de la ley 612/1969 para la reforma de la universidad italiana, así definido en la relación al Senado: «con estas normas Italia se pone en una posición de gran apertura europea e internacional, dando, en esto, el ejemplo para la futura legislación universitaria de otros países». Sin embargo, esta ley, después de ser aprobada en el Senado y tras un procedimiento que duró tres años y medio, no fue aprobada en la Cámara por el fin anticipado de la V legislatura.
En 1976 este principio fue consagrado a nivel europeo con la aprobación de la resolución del 9 de febrero de 1976 de la Comunidad Económica Europea, que fomentaba los intercambios entre las universidades de diferentes países y los viajes de los estudiantes. Esta resolución permitió la experimentación de lo que, tras varias lentitudes burocráticas, se convertiría en 1987 en el programa Erasmus.
Por haber trabajado asiduamente durante muchos años para convencer a los rectores de las universidades europeas para que introdujeran los intercambios universitarios en los programas de estudios recibió el apodo de «mamma Erasmus» o «mamá Erasmus».
En 2016 recibió el Premio Europeo Carlos V de manos del rey Felipe VI de España y del presidente del Parlamento Europeo Martin Schulz. En esta ocasión Stefania Giannini, ministra de educación, le agradeció «su extraordinaria obra», añadiendo que «a su obstinación debemos un programa que ha revolucionado completamente la vida de nuestros hijos y ha contribuido a la construcción europea».
En el 2016 fue nombrada comendadora por el presidente de la República de Italia, Sergio Mattarella.

## Actividades de docencia e investigación
Ha llevado a cabo actividades de investigación en la Comisión de Derechos Humanos de las Naciones Unidas, en la que profundizó en la cuestión del derecho a la educación como un derecho humano fundamental, en la Academia de Derecho Internacional de La Haya, en la London School of Economics de Londres, y en la Unesco en París. Fue profesora de educación permanente (lifelong learning) en la Facultad de Ciencias de la Educación de la Universidad de Roma III de 1980 a 2004.

## Obras
- Sofia Corradi (1975). Educazione degli adulti e comunità familiare. La formazione del genitore per la funzione educativa nella comunità familiare. Roma: Bulzoni.
- Sofia Corradi (1988). Erasmus e Comet. Educazione degli adulti e formazione universitaria transculturale. Roma: Bulzoni.
- Sofia Corradi (1992). Erasmus, Comett, Lingua, Tempus. Educazione permanente e formazione universitaria internazionale. Milano: Franco Angeli. ISBN 9788820465797.
- Sofia Corradi; Isabella Madia (2002). Un percorso di auto-educazione. Mario Verdone. Roma: Università Roma Tre. ISBN 88-7999-429-8.
- Giuditta Alessandrini; Sofia Corradi; Altri autori (2005). Pedagogia e formazione nella società della conoscenza. Atti del convegno nazionale 2001 della Società italiana di pedagogia: "Nuova formazione e nuove professioni nella società della conoscenza". Milano: Franco Angeli. ISBN 9788846434593.
- Sofia Corradi (2005). Erasmus ed Erasmus Plus. La mobilità internazionale degli studenti universitari. Roma: Università Roma Tre. ISBN 9788890527326.
- Sofia Corradi (2006). Le Conferenze dei Rettori delle Università, italiana (CRUI), comunitaria (EUREC), paneuropea (CRE), mondiale (AIU-IAU). Storia e documenti» (prima edizione 1998). Roma: Aracne Editrice. ISBN 978-88-7999-216-9.
- Teresa M. Mazzatosta; Sofia Corradi (2001). Cittadini italiani e cittadini europei. Per una educazione a nuove cittadinanze. Roma: Seam. ISBN 9788881793396.
- Sofia Corradi (2006). Lezioni di educazione degli adulti. Roma: Aracne Editrice. ISBN 978-88-7999-271-8.

## Honores y premios
- 2016 - Comendadora de la Orden al Mérito de la República Italiana, concedida por iniciativa del Presidente de la República por su «fundamental contribución a la formación de una conciencia europea común a través del proyecto Erasmus».[18][19]
- 2016 - Premio Europeo Carlos V, Fundación Yuste[20][21][22]
- 2016 - Premio Europeo Capo Circeo, Comunicato Adn Kronos[23]